# كيبي يوبي

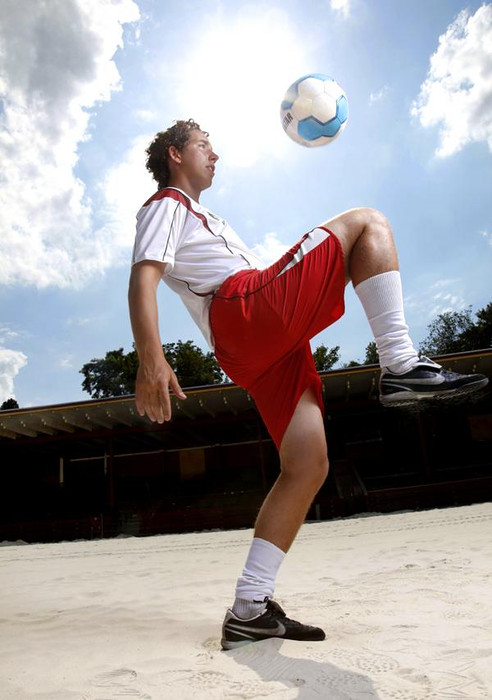

كيبي يوبي هي مهارة ركل كرة القدم في الهواء عن طريق القدم والركبة والصدر والكتف والرأس وعدم السماح للكرة بلمس الأرض لأطول وقت ممكن، وقد كانت هذه اللعبة تمارس منذ زمن اليابان الإمبراطورية القديمة وكانت تسمى كيماري، وتعتبر هذه من أكثر المهارات شعبية في كرة القدم والتي تعبر عن مهارة اللاعب بالاحتفاظ بالكرة.